# Greatest Hits (album Bruce’a Springsteena & The E Street Band)
Greatest Hits – album Bruce’a Springsteena & The E Street Band wydany w 2009.

## Lista utworów

### Wydanie amerykańskie
1. "Rosalita" – 7:05
2. "Born to Run" – 4:30
3. "Thunder Road" – 4:48
4. "Darkness on the Edge of Town" – 4:29
5. "Badlands" – 4:03
6. "Hungry Heart" – 3:20
7. "Glory Days" – 3:49
8. "Dancing in the Dark " – 4:03
9. "Born in the U.S.A." – 4:41
10. "The Rising" – 4:50
11. "Lonesome Day" – 4:08
12. "Radio Nowhere" – 3:19

### Wydanie europejskie
1. "Blinded by the Light – 5:03
2. "Rosalita (Come Out Tonight)" – 7:05
3. "Born to Run" – 4:30
4. "Thunder Road" – 4:48
5. "Badlands" – 4:03
6. "Darkness on the Edge of Town" – 4:29
7. "Hungry Heart" – 3:20
8. "The River" – 5:01
9. "Born in the U.S.A." – 4:41
10. "I'm on Fire" – 2:35
11. "Glory Days" – 4:15
12. "Dancing in the Dark" – 4:03
13. "The Rising" – 4:50
14. "Lonesome Day" – 4:08
15. "Radio Nowhere" – 3:19
16. "Long Walk Home" – 4:32
17. "Because the Night" – 5:20
18. "Fire" – 2:52